# Vignale (Francia)
Vignale (in corso Vignale) è un comune francese di 176 abitanti situato nel dipartimento dell'Alta Corsica nella regione della Corsica.

## Società

### Evoluzione demografica
Abitanti censiti